# Prima Ligă de Fotbal din Egipt
Prima ligă de fotbal din Egipt (arabă الدوري المصري الممتاز) este prima divizie a fotbalului egiptean, ce aparține de zona CAF. La acesta participă 16 echipe, meciurile se joacă în sistem tur-retur.

## Echipe 2009-2010
| Echipa                     | Orașul              |
| -------------------------- | ------------------- |
| Al Ahly                    | Cairo               |
| Al Entag Al Harby          | Cairo               |
| Al Mansourah Sporting Club | Mansourah           |
| Al Masry                   | Port Said           |
| Al Moqaouloun al Arab      | Cairo               |
| Assiout Petroleum          | Asyut               |
| El Geish                   | Cairo               |
| El Gouna FC                | El Gouna            |
| ENPPI Club                 | Cairo               |
| Ghazl El Mahallah          | El-Mahalla El-Kubra |
| Haras El-Hedood            | Alexandria          |
| Ismaily SC                 | Ismailia            |
| Ittihad Al Shorta          | Cairo               |
| Ittihad Alexandria         | Alexandria          |
| PetroJet                   | Giza                |
| Zamalek SC                 | Cairo               |

## Campioane

### Total
| Clubul           | Trofee |
| ---------------- | ------ |
| Al Ahly          | 42     |
| Zamalek          | 14     |
| Ismaily⁠(d)       | 3      |
| Al Olympi⁠(d)     | 1      |
| El Mahallah      | 1      |
| Arab Contractors | 1      |
| Tersana⁠(d)       | 1      |

### Pe sezon
| Nr. | Seazon  | Campion    |
| --- | ------- | ---------- |
| 1   | 1948-49 | Al Ahly    |
| 2   | 1949-50 | Al Ahly    |
| 3   | 1950-51 | Al Ahly    |
| -   | 1951-52 | NSD        |
| 4   | 1952-53 | Al Ahly    |
| 5   | 1953-54 | Al Ahly    |
| -   | 1954-55 | NSF        |
| 6   | 1955-56 | Al Ahly    |
| 7   | 1956-57 | Al Ahly    |
| 8   | 1957-58 | Al Ahly    |
| 9   | 1958-59 | Al Ahly    |
| 10  | 1959-60 | Zamalek SC |
| 11  | 1960-61 | Al Ahly    |
| 12  | 1961-62 | Al Ahly    |
| 13  | 1962-63 | Tersana    |
| 14  | 1963-64 | Zamalek SC |
| 15  | 1964-65 | Zamalek SC |

| Nr. | Seazon  | Campion          |
| --- | ------- | ---------------- |
| 16  | 1965-66 | Al Olympi        |
| 17  | 1966-67 | Al Ismaili       |
| -   | 1967-68 | NSD              |
| -   | 1968-69 | NSD              |
| -   | 1969-70 | NSD              |
| -   | 1970-71 | NSF              |
| -   | 1971-72 | NSD              |
| 18  | 1972-73 | Ghazl Al Mehalla |
| -   | 1973-74 | NSF              |
| 19  | 1974-75 | Al Ahly          |
| 20  | 1975-76 | Al Ahly          |
| 21  | 1976-77 | Al Ahly          |
| 22  | 1977-78 | Zamalek SC       |
| 23  | 1978-79 | Al Ahly          |
| 24  | 1979-80 | Al Ahly          |
| 25  | 1980-81 | Al Ahly          |

| Nr. | Seazon  | Campion      |
| --- | ------- | ------------ |
| 26  | 1981-82 | Al Ahly      |
| 27  | 1982-83 | Al Mokawloon |
| 28  | 1983-84 | Zamalek SC   |
| 29  | 1984-85 | Al Ahly      |
| 30  | 1985-86 | Al Ahly      |
| 31  | 1986-87 | Al Ahly      |
| 32  | 1987-88 | Zamalek SC   |
| 33  | 1988-89 | Al Ahly      |
| -   | 1989-90 | NSF          |
| 34  | 1990-91 | Al Ismaili   |
| 35  | 1991-92 | Zamalek SC   |
| 36  | 1992-93 | Zamalek SC   |
| 37  | 1993-94 | Al Ahly      |
| 38  | 1994-95 | Al Ahly      |
| 39  | 1995-96 | Al Ahly      |
| 40  | 1996-97 | Al Ahly      |

| Nr. | Seazon  | Campion    |
| --- | ------- | ---------- |
| 41  | 1997-98 | Al Ahly    |
| 42  | 1998-99 | Al Ahly    |
| 43  | 1999-00 | Al Ahly    |
| 44  | 2000-01 | Zamalek SC |
| 45  | 2001-02 | Al Ismaili |
| 46  | 2002-03 | Zamalek SC |
| 47  | 2003-04 | Zamalek SC |
| 48  | 2004-05 | Al Ahly    |
| 49  | 2005-06 | Al Ahly    |
| 50  | 2006-07 | Al Ahly    |
| 51  | 2007-08 | Al Ahly    |
| 52  | 2008-09 | Al Ahly    |
| 53  | 2009-10 | N          |

|}

## Golgheter pe sezon
| Sezon     | Jucător                      | Club                    | Goluri |
| --------- | ---------------------------- | ----------------------- | ------ |
| 1948-1949 | Mohamed Diab El-Attar "Diba" | Al-Ittihad Al-Iskandary | 15     |
| 1948-1949 | El-Sayed El-Dhizui           | Al-Masry                | 15     |
| 1949-50   | El-Sayed El-Dhizui           | El-Masry                | 13     |
| 1950-51   | El-Sayed El-Dhizui           | El-Masry                | 12     |
| 1952-53   | Ahmed Mekawi                 | Al-Ahly                 | 12     |
| 1953-54   | Abdel Nabi                   | Tersana                 | 18     |
| 1955-56   | Sayed Saleh                  | Al-Ahly                 | 12     |
| 1956-57   | Alaa El-Hamouly              | Zamalek SC              | 16     |
| 1957-58   | Hamdi Abdel Fattah           | Tersana                 | 19     |
| 1958-59   | El-Sayed El-Dhizui           | Al-Ahly                 | 16     |
| 1959-60   | Hamdi Abdel Fattah           | Tersana                 | 15     |
| 1960-61   | Ali Mohsen                   | Zamalek SC              | 16     |
| 1961-62   | Moustafa Reyadh              | Tersana                 | 18     |
| 1962-63   | Hassan El-Shazly             | Tersana                 | 32     |
| 1963-64   | Moustafa Reyadh              | Tersana                 | 27     |
| 1964-65   | Hassan El-Shazly             | Tersana                 | 23     |
| 1965-66   | Hassan El-Shazly             | Tersana                 | 16     |
| 1966-67   | Ali Abougreisha              | Al-Ismaili              | 15     |
| 1972-73   | Omasha                       | Ghazl Al-Mehalla        | 11     |
| 1974-75   | Hassan El-Shazly             | Tersana                 | 34     |
| 1975-76   | Osama Khalil                 | Al-Ismaili              | 17     |
| 1976-77   | Ali Khalil                   | Zamalek SC              | 17     |
| 1976-77   | Hassan Shehata               | Zamalek SC              | 17     |
| 1977-78   | Mahmoud El Khatib            | Al-Ahly                 | 11     |
| 1978-79   | Ali Khalil                   | Zamalek SC              | 12     |
| 1979-80   | Hassan Shehata               | Zamalek SC              | 14     |
| 1980-81   | Mahmoud El Khatib            | Al-Ahly                 | 11     |
| 1981-82   | Gamal Gouda                  | El-Masry                | 8      |
| 1982-83   | Mahmoud El-Mashaqui          | Ghazl Al-Mehalla        | 9      |
| 1983-84   | Ayman Shawki                 | Al-Koroum               | 8      |
| 1984-85   | Mohamed Hazem                | Ismaily                 | 11     |
| 1985-86   | Mohamed Hazem                | Ismaily                 | 11     |
| 1986-87   | Emad Souliman                | Ismaily                 | 11     |
| 1987-88   | Gamal Abdul Hamid            | Zamalek SC              | 11     |
| 1988-89   | Mahmoud El-Mashaqui          | Ghazl Al-Mehalla        | 11     |
| 1990-91   | Mohamed Ramadan              | Al-Ahly                 | 14     |
| 1991-92   | Ahmed El-Kass                | Al-Olympi               | 14     |
| 1992-93   | Ahmed El-Kass                | El-Olympi               | 16     |
| 1993-94   | Ahmed El-Kass                | El-Olympi               | 15     |
| 1993-94   | Beshir Abdel Samad           | Al-Ismaili              | 15     |
| 1994-95   | Abdullah El-Sawi             | El-Qanah                | 10     |
| 1994-95   | Ahmed Sari                   | Al-Itthad Al-Iskandary  | 10     |
| 1995-96   | Mohamed Salah Abougreisha    | Ismaily                 | 14     |
| 1996-97   | Ayman Moheb                  | El Mansoura             | 17     |
| 1997-98   | Abdul Hamid Bassiouny        | Zamalek SC              | 15     |
| 1998-99   | Hossam Hassan                | Al-Ahly                 | 15     |
| 1999-00   | John Utaka                   | Ismaily                 | 17     |
| 2000-01   | Tarek El-Said                | Zamalek SC              | 13     |
| 2001-02   | Hossam Hassan                | Zamalek SC              | 18     |
| 2002-03   | Ahmed Belal                  | Al-Ahly                 | 19     |
| 2003-04   | Abdel Halim Ali              | Al-Zamalek              | 21     |
| 2004-05   | Emad Moteab                  | Al-Ahly                 | 15     |
| 2005-06   | Mohamed Aboutrika            | Al-Ahly                 | 18     |
| 2006-07   | Flavio Amado                 | Al-Ahly                 | 17     |
| 2007-08   | Alaa Ibrahim                 | Petrojet                | 15     |
| 2008-09   | Ernest Papa Arko             | El Geish                | 12     |
| 2008-09   | Flávio Amado                 | Al-Ahly                 | 12     |

## Clasamentul marcatorilor
| Nr. | Jucător            | Club                                            | Goluri |
| --- | ------------------ | ----------------------------------------------- | ------ |
| 1   | Hassan El-Shazly   | Tersana                                         | 187    |
| 2   | Hossam Hassan      | Al-Ahly / Zamalek SC / Al-Masry / Tersana       | 168    |
| 3   | Moustafa Reyadh    | Tersana                                         | 123    |
| 4   | El-Sayed El-Dhizui | Al-Masry / Al-Ahly                              | 112    |
| 5   | Mahmoud El-Khateeb | Al-Ahly                                         | 108    |
| 6   | Ahmed El-Kass      | Al-Olympi / Zamalek SC / Al-Itthad Al-Iskandary | 107    |